# San Giovanni al Sepolcro-templom
A San Giovanni al Sepolcro-templom (Chiesa San Giovanni al Sepolcro) Brindisiben áll.
A jeruzsálemi Szent Sír-templom szentélyét nevében és formájában egyaránt idéző építményt a 11. század végén emelték I. Bohemund antiochiai fejedelem utasítására, aki így adott hálát, hogy visszatért a keresztes hadjáratból. A templom fontos megállója lett azoknak, akik a Szentföldre tartottak, illetve azoknak, akik onnan tértek vissza az európai kontinensre. Az építmény kör alakú, kupolája nyolc oszlopra támaszkodik, a falakon 13-15. századi freskómaradványok vannak. Nyugati kapuja egy gyümölcsösbe vezet. A templomba ma az északi kapun lehet belépni.